# Micratemnus sulcatus
Micratemnus sulcatus är en spindeldjursart som beskrevs av Beier 1944. Micratemnus sulcatus ingår i släktet Micratemnus och familjen Atemnidae. Inga underarter finns listade i Catalogue of Life.